# Lamina
Lamina SA (dawniej Zakłady Elektronowe „Unitra-Lamina” w Piasecznie) – przedsiębiorstwo z siedzibą w Piasecznie, które zajmowało się produkcją lamp elektronowych, diod krzemowych, lamp nadawczych oraz tyrystorów oraz scalonych układów hybrydowych. Jego wyroby znajdowały zastosowanie w produkcji sprzętu elektronicznego (m.in. w profesjonalnej technice UKF i VHF (radiotelefony FM + selektywne wywołanie) oraz sprzęcie RTV).
W latach 70. i 80. przedsiębiorstwo należało do Zjednoczenia Przemysłu Elektronicznego UNITRA.
Z Unitra Lamina wydzieliły się trzy niezależne przedsiębiorstwa:
- Zakłady Elektronowe Lamina S.A
- Thales-Lamina
- Lamina Semiconductors International

Zakłady Elektronowe Lamina zajmują się przede wszystkim produkcją lamp mikrofalowych, Thales Lamina produkuje lampy nadawcze, zaś Lamina Semiconductors International produkuje półprzewodniki.

## Galeria

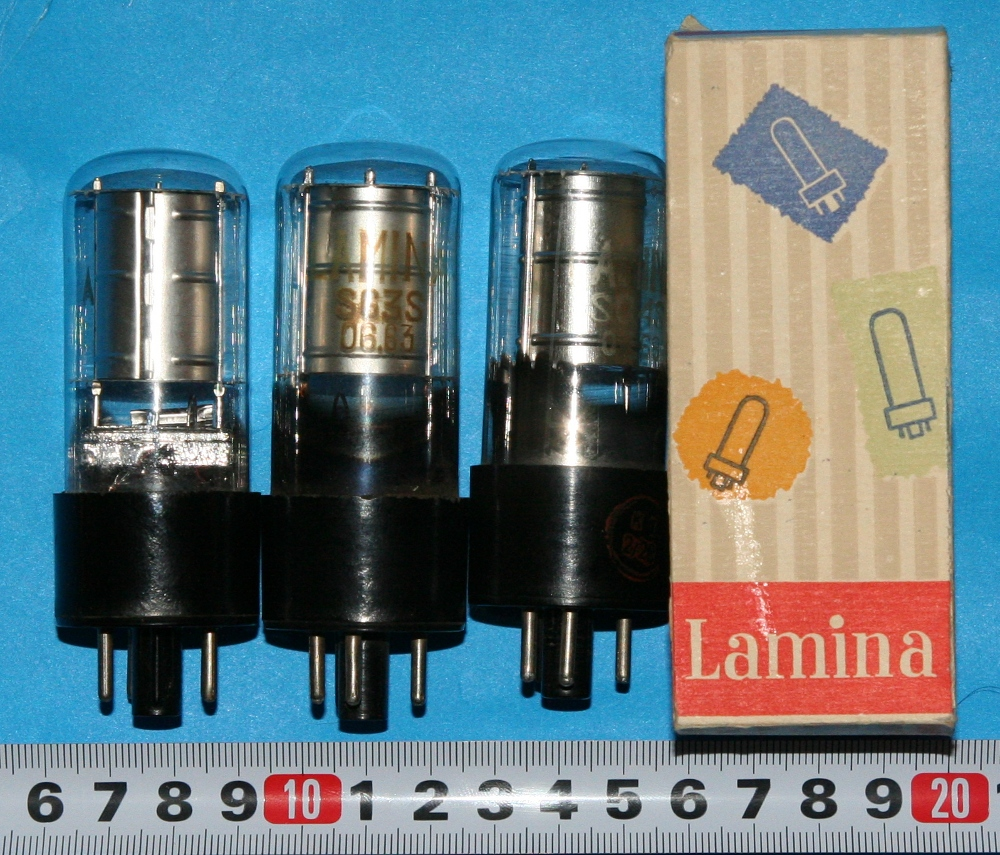
Stabilitrony SG2S, SG3S i SG4S produkcji Lamina
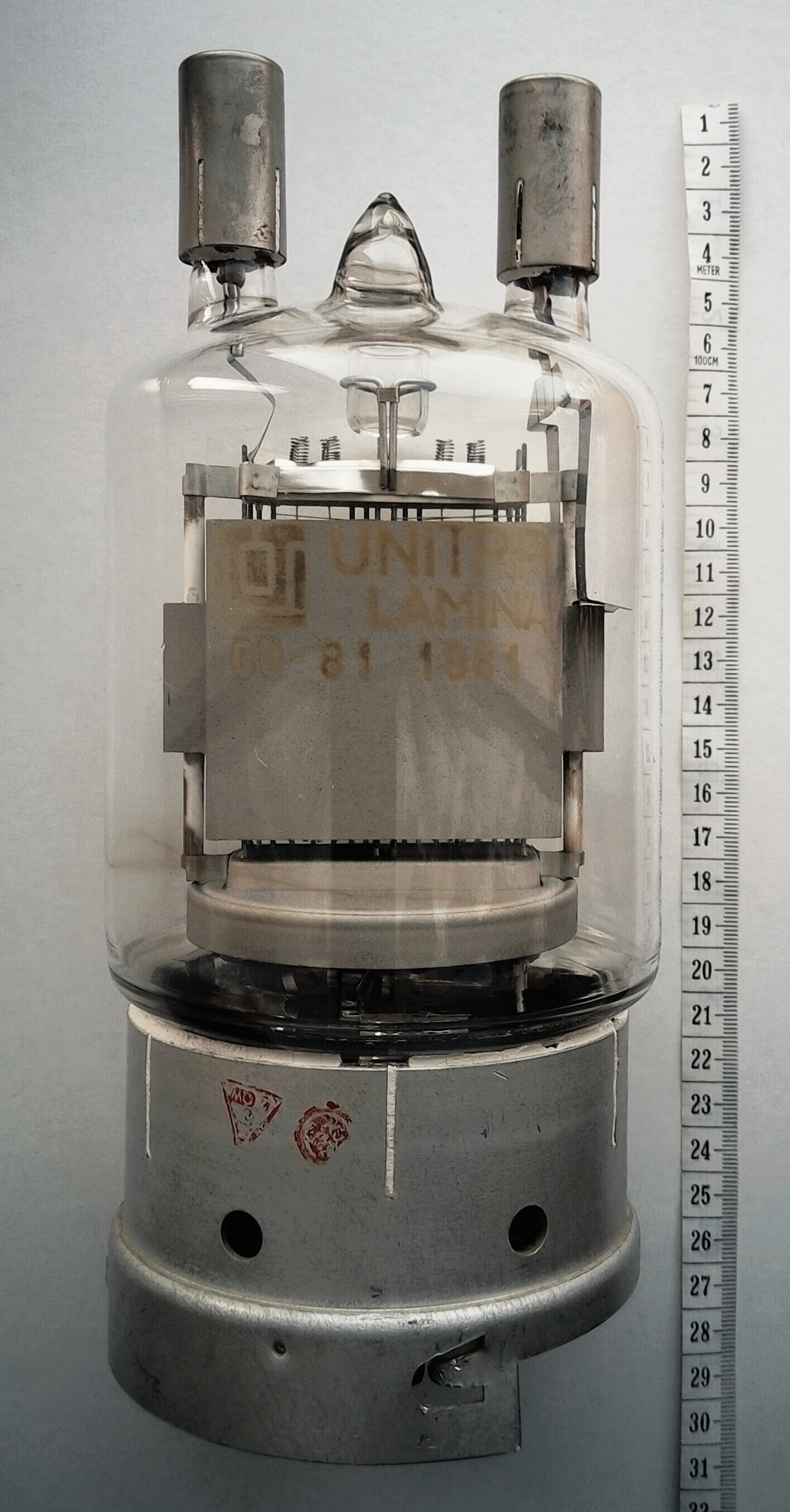
Pentoda GU-81, lampa elektronowa produkcji  Unitra-Lamina, 1981 r.
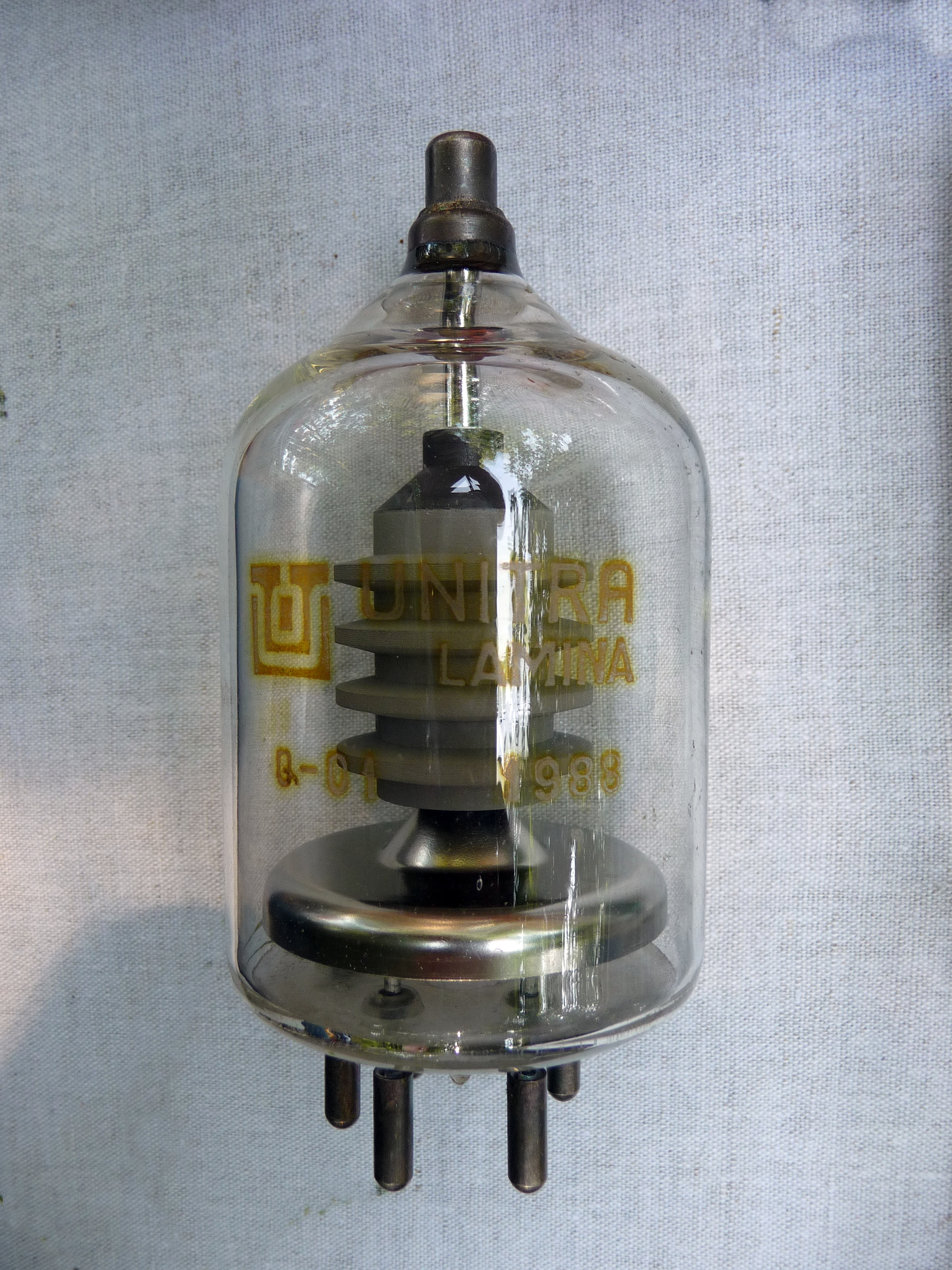
Lampa elektronowa Q-01 (odpowiednik lampy C1108, English Elektric)